# Gottfred Matthison-Hansen

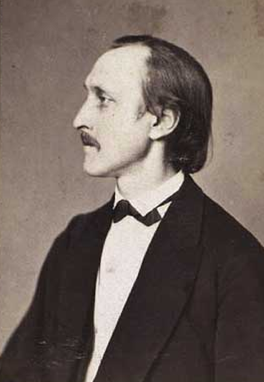
Gottfred Matthison-Hansen.

Johann Gottfred Matthison-Hansen, auch Johan oder Gotfred, (* 1. November 1832 in Roskilde; † 14. Oktober 1909 in Kopenhagen) war ein dänischer Organist und Komponist.

## Leben
Der Sohn von Hans Matthison-Hansen war seit 1859 Organist an der deutschen Kirche von Kopenhagen. Nach einem Studienaufenthalt in Leipzig wurde er 1868 Orgellehrer, 1884 Klavierlehrer und 1900 Direktoriumsmitglied am Konservatorium von Kopenhagen.
Er komponierte unter anderem ein Konzertstück für Orgel, eine Orgelfantasie, eine Passacaglia (opus 40) Edvard Grieg gewidmet, eine Violin- und eine Cellosonate, eine Ballade für Klavier und ein Klaviertrio.